# Бабчинецький район
Бабчине́цький райо́н — колишній район Могилівської, Вінницької округ.

## Історія
Утворений 7 березня 1923 з частин Бабчинецької і Рожнятівської волостей з центром у Бабчинцях у складі Могилівської округи Подільської губернії.
19 листопада 1924 до району приєднане село Феліціянівка зі складу Ямпільського району.
На 1 січня 1927 складався з 12 сільських рад: Бабчинецька, Борівська, Букатинська, Бушанська, Вило-Ягугська, Вятрівська, Ельжбітівська, Косинська, Мервинецька, Моївська, Пилипівська, Феліціянівська.
1 липня 1930 року Могилівська округа розформована з приєднанням території до Вінницької округи.
15 вересня 1930 після скасування округ підпорядковується безпосередньо Українській РСР.
Ліквідований 3 лютого 1931 року, територія перейшла до Чернівецького району, всупереч тексту постанови.